# Инкилино

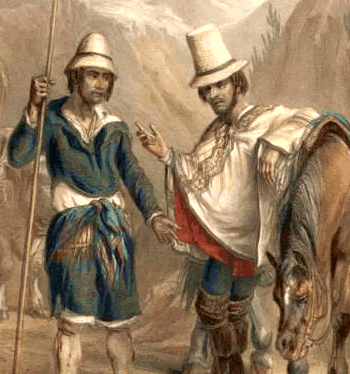
Картина, XIX век. Изображение инкилино (слева) и бригадира (справа) в Чили, автор Клод Ге, Париж, 1854 г.

В историческом прошлом, сельского хозяйства, на территории Чили, инкилино (inquilino) — рабочий, задолжавший помещику и получивший право вести хозяйство на определённой части его участка, как правило, на малоплодородных землях, с целью защиты, от проникновения посторонних людей. В обмен, на такую аренду, инкилино безвозмездно работал на хозяина.  
Подобные инкилино выполняли важнейшие задачи, такие как сгон скота, родео и разделка мяса. В регионах, ориентированных на производство зерна, обязанности инкилино возрастали, по мере развития чилийского пшеничного цикла, начиная с XVIII века. Идея «inquilinaje», определявшая значительную часть сельскохозяйственного производства Чили, была полностью упразднена, в результате чилийской земельной реформы 1960-х — начала 1970-х годов. Историк Марио Гонгора подробно исследовал историю инкилино. 
В современном испанском языке, слово «inquilino» имеет то же значение, что и английский термин «tenant» (арендатор).